# Живописная улица (Балашиха)
Живописная у́лица — улица в микрорайоне Балашиха-1 города Балашиха Московской области.

## Описание
Улица расположена в центральной части города в микрорайоне Балашиха-1 на правом берегу реки Пехорка.
Начинается от проспекта Ленина около большой плотины на реке, отходя сначала на север и поворачивая затем на северо-запад, примерно следуя береговой линии. Улица проходит по верхнему краю высокого берега, склон которого покрыт густыми зарослями лиственных деревьев и кустарника.
Заканчивается рядом с территорией городского парка культуры и отдыха с сосновым лесом. Линия улицы продолжается в виде прогулочной дорожки до центрального входа в парк с улицы Крупской и Парковой улицы.
Застройка представляет собой ряд попарно сгруппированных жилых девятиэтажных зданий, стоящих двойным уступом. Это действительно обеспечивает живописный вид из окон на уходящую вдаль среди лесистых берегов запруженную Пехорку.
Нумерация домов от проспекта Ленина.

## Здания и сооружения
- №№ 1, 2, 3, 4, 5, 6, 7, 8 — комплексная жилая застройка из сгруппированных попарно однотипных домов-башен (9 этаж.; кирпичн.)
- № 7А —
- № 10 — жилой дом (16 этаж.; кирпичн.)
- № 11 — Детский сад комбинированного вида №17 "Одуванчик"

## Интересные факты
Во время строительства Ледового дворца «Балашиха-Арена» и расширения прилегающей территории было снесено расположенное по соседству здание детского сада № 1 (пр-т Ленина, 29). В виду критического положения в городе с местами для детей в дошкольных учреждениях, было принято решение о строительстве взамен утраченных площадей нового благоустроенного комплекса детского сада на самом берегу реки в конце Живописной улицы, в окружении сосен, с прекрасным видом с высокого берега на водную гладь запруженной Пехорки. Активно развернувшееся строительство на долгое время затихло.
Детский сад комбинированного вида №17 "Одуванчик" был открыт только в ноябре 2012 года.